# The Complete Crumb Comics
The Complete Crumb Comics (« L'Intégralité des bandes dessinées de Crumb ») est une série de dix-sept recueils de bande dessinée et d'illustrations de Robert Crumb publiée par Fantagraphics Books de 1987 à 2005 afin de publier chronologiquement l'intégralité des travaux réalisés par l'auteur de 1958 à la fin des années 1980.

## Prix et récompenses
- 1989 : Prix Harvey du meilleur projet de réédition domestique pour le volume 3
- 1991 : Prix Harvey du meilleur projet de réédition domestique pour le volume 6
- 1992 : Prix Harvey du meilleur projet de réédition domestique pour le volume 7
- 1995 : Prix Harvey du meilleur projet de réédition domestique pour le volume 10
- 1996 : Prix Eisner du meilleur recueil patrimonial pour le volume 11
- 1997 : Prix Harvey du meilleur projet de réédition domestique pour le volume 12